# Broby bro

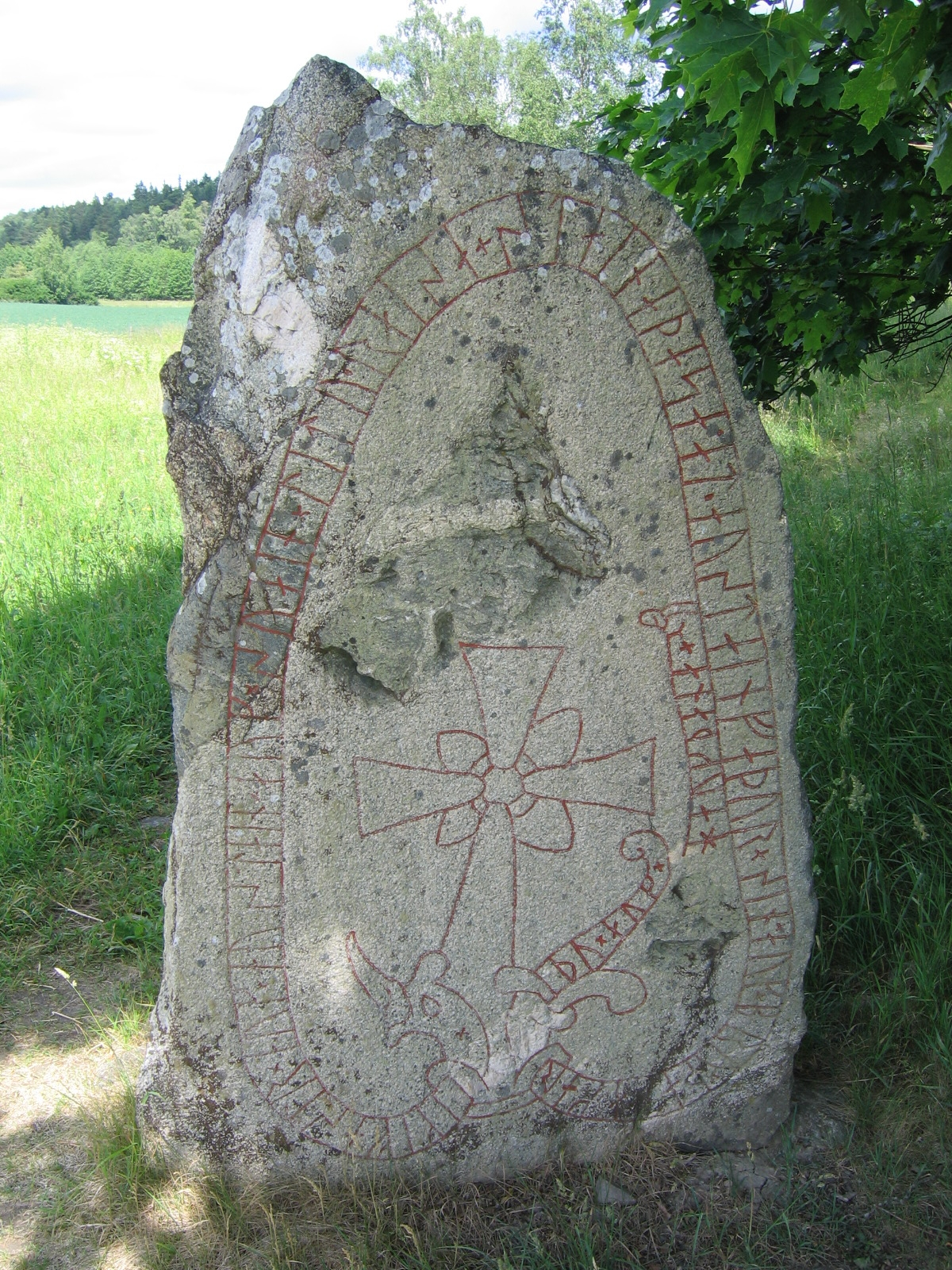
U 135, Broby bro

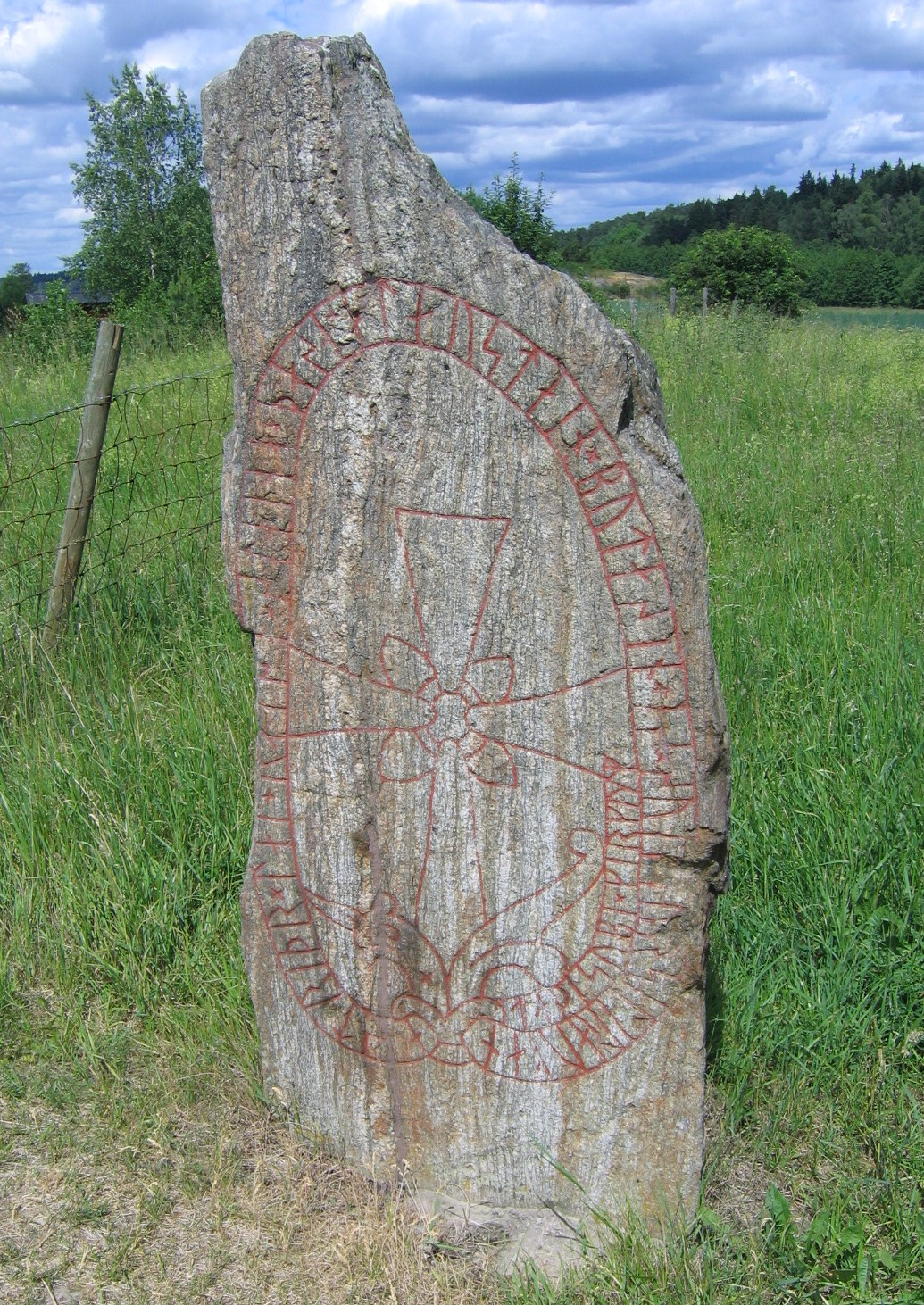
U 136, Broby bro

Broby bro har varit föremål för flera utgrävningar och har ett gravfält med flera lämningar. Där finns också ett antal runristningar. Runstenarna har flyttats 150 meter norrut. Det har gjorts flera utgrävningar i sökandet kring livet hos släkten Jarlabanke.
Bland runstenarna återfinns bland annat Upplands runinskrifter 139 och Upplands runinskrifter 140. På en av stenarna kan man läsa "Estrid lät resa dessa stenar efter Östen, sin man, som drog till Jerusalem och dog borta i Grekland." (U136)